# 謝哈巴德村 (吉蘭省)
謝哈巴德村（波斯語：‎），是伊朗吉兰省阿姆拉什县中央區北阿姆拉什鄉的村。2006年人口普查顯示該村有27个家庭，人口为94人。